# 구글 크롬 확장 프로그램
구글 크롬 확장 프로그램(영어:Google Chrome Extension)은 구글 크롬 브라우저를 수정하는 브라우저 확장 프로그램이다. 이러한 확장은 HTML, JavaScript 및 CSS와 같은 웹 기술을 기반으로 사용하여 작성된다. 크롬 확장 프로그램은 크롬 웹 스토어(이전의 "크롬 확장 프로그램 갤러리" )를 통해 다운로드 할 수 있다. 2010년 2월 기준, 개발자가 2,200 개가 넘는 확장 프로그램을 게시했다. 구글 계정을 가진 모든 사용자는 확장 프로그램을 개발한 후에 확장 프로그램을 추가할 수 있다.

기존 크롬과 달리 노란색 아이콘으로 표시되는 카나리아 빌드판은 플러그인 충돌과 같은 발생할 수 있는 문제나 예상치 못한 버그에 대해 상대적으로 노출이 민감하기에 유용하다

## 확장성
구글 크롬 확장 프로그램은 일반적으로 자바스크립트의 API를 기반으로 프로그램되며, 크롬 브라우저를 기능이나 형태면에서 사용자에게 옵션을 선택할 기회를 제공한다.
크롬 확장 프로그램은  웹 스토어에 게시되지않았더라도 이와는 별개로 개인적인 커스터마이징을 지원하기도 한다.

## 확장프로그램들(예시)
- 애드블록 플러스
- 구글 검색 - 구글 공식 확장 프로그램
- 애드블록
- 드롭박스
- 컷 더 로프
- 판도라 (음악 서비스)
- Pixlr
- HTTPS Everywhere
- 에버노트
- 프라이버시 오소리(Privacy Badger)
- 페이스북 메신저
- 스크리머스 (개발 중단)
- Ghostery
- Turn Off the Lights (extension)
- 구글피디아(googlepedia)
- 트윗덱
- 구글 지도
- 토니 야옹을 멈추라(Stop Tony Meow)
- 라스트패스

## 같이 보기
- 파이어폭스 애드온(Firefox add-on)
- 웹 애플리케이션
- 크롬 브라우저